# Vzhůru do Dánska
Vzhůru do Dánska (v anglickém originále Throw Grampa from the Dane) je 20. díl 29. řady (celkem 638.) amerického animovaného seriálu Simpsonovi. Scénář napsal Rob LaZebnik a díl režíroval Michael Polcino. V USA měl premiéru dne 13. května 2018 na stanici Fox Broadcasting Company a v Česku byl poprvé vysílán 25. června 2018 na stanici Prima Cool.

## Děj
Simpsonovi se probudí a zjistí, že jejich dům je zcela zaplaven vodou. Vyjde najevo, že předchozí noc Marge požádala Homera, aby jí pomohl upravit polohu jejich obrazu s plachetnicí. Omylem však prorazili hřebíkem jedno z vodovodních potrubí, což způsobilo povodeň. Poté, co Simpsonovi obdrží pojistné plnění ve výši 102 dolarů a šestiměsíční dočasné bydlení, musí svůj dům po dobu odstraňování škod způsobených vodou opustit. Poté, co se o tom děda dozví, požádá, aby peníze použil na financování jeho operace, o které si nepřeje mluvit. Když se doktor Nick ukáže jako neschopný, Líza nadhodí, že v Dánsku je zdravotní péče zdarma, a Marge navrhne, aby využili vyplacenou pojistku a Homerovu dovolenou k rodinnému výletu do Dánska na dědovu operaci. Homer nejprve odmítá, ale děda ho přemluví a Homer neochotně souhlasí. 
Po příjezdu do větrné dánské čtvrti se rodina ubytuje v prostorově úsporném bytě, za což je Líza ráda. Majitel bytu je provede po Kodani. Homer se dozví, že ačkoli zahraniční občané nemají nutně nárok na bezplatnou zdravotní péči, lidé, kteří se v Dánsku zraní, jsou ošetřeni zdarma, zatímco Bart, Líza a Marge začnou uvažovat o tom, že by se do Dánska přestěhovali, s čímž Homer nesouhlasí. Všichni tři se pak rozprchnou a nechají Homera s dědou prohledávat Dánsko ve snaze zranit dědu, ale bez úspěchu.
Na hradě Kronborg, poté, co si Marge zvykne na dánskou kulturu, požádá Homera, aby přemýšlel o přestěhování do Dánska. Homer o tom uvažuje, ale dojde k tomu, že zde zůstat nechce. Aby se děda dostal do nemocnice, pokusí se ho Homer shodit ze schodů. Když se však děda drží Homerovy nohy, přizná, že ve skutečnosti nepotřeboval operaci kvůli něčemu životu důležitému, ale kvůli odstranění tetování ve tvaru srdce a nápisu „Mona“, protože je toho názoru, že s takovým tetováním do hrobu nesmí. Když Homer s dědou utápějí smutek z Moniny smrti v dánském baru, osloví Homera dánská žena a pokračují ve společném tanci. Marge je zahlédne oknem a uteče, přičemž Homer ji následuje.
Po tomto incidentu se chápavá, ale rozzlobená Marge přizná Homerovi, že se s ním domů nevrátí, stejně jako děti, a přeje si zůstat v Dánsku na neurčito. Na letišti Homer začne litovat, že ji nechal v Dánsku, ale děda mu přizná, že si svou tvrdohlavostí podobně zničil manželství s Monou, a poradí mu, aby nedělal stejné chyby jako on. Oba vyběhnou z letiště a spěchají zpět do bytu, aby se Homer mohl s Marge usmířit. Když ji najde, Homer jí vyzná lásku a slíbí, že s ní zůstane v Kodani. Marge je ráda, ale přiznává, že si to rozmýšlí kvůli problémům s prostorem a uspořádáním v bytě a příliš dlouhým nocím. Přiznává Homerovi, že už je připravena vrátit se domů. Děti souhlasí, že se vrátí také, protože Bart nechce využívat dobré školství a Líza by zůstat chtěla, ale ví, že ji nikdo poslouchat nebude. Před odjezdem rodina vezme dědu do tetovacího salonu, kde mu tatér zdarma přetvoří jeho tetování Mony na limonádové tetování.

## Přijetí
Dennis Perkins z webu The A.V. Club udělil dílu hodnocení C+ a napsal: „Dědeček potřebuje nákladnou lékařskou operaci, a tak se rodina vydá do cizí země, jejíž zcela odlišný ekonomický systém nabízí zdravotní péči zdarma pro všechny. Ano, Simpsonovi míří na Kubu! Ne, počkat, to bylo v minulé sérii. Dobrá, jakmile se rodina ocitne na místě, zjistí, že jim nové prostředí nabízí spoustu kulturních výhod, které jako by byly téměř stvořeny k naplnění potřeb a snů, o kterých každý z členů (až na jednoho) ani netušil, že je má. Ano, Simpsonovi odjíždějí do Bostonu! Sakra, ne, to byla 28. série. Páni, skoro jako by seriálu úplně došly nápady.“
Tony Sokol, kritik Den of Geek, ohodnotil díl 2,5 hvězdičkami z 5 s komentářem: „Vzhůru do Dánska je kvůli svému vměšování se průměrný. Epizoda také není zatížena příliš velkým množstvím gagů, které utečou příliš rychle. Systém zdravotní péče by snesl více tržných ran a zranění. Napadená země je na to zralá. Dánové mají smysl pro humor, který patří k nejtemnějším na světě. Přinejmenším dědova úprava tetování byla poslední kapkou, která potopila jejich ekonomiku.“
Díl Vzhůru do Dánska dosáhl ratingu 0,9 s podílem 4 a sledovalo jej 2,14 milionu lidí, čímž se umístil na druhé příčce nejsledovanější pořadů toho večera na stanici Fox.